# Jasmine Trinca
Jasmine Trinca (Rome, 24 april 1981), is een Italiaanse actrice.

## Biografie
Trinca haar carrière begon in 2001 toen ze in Nanni Moretti's film La stanza del figlio de rol van Irene speelde. Voor die rol kreeg ze de Guglielmo Biraghi prijs voor het beste talent van het jaar. In 2004 won ze de Italiaanse filmprijs Nastro d'Argento voor beste actrice voor haar rol als Giorgia Esposti in La meglio gioventù. In 2006 speelde Trinca weer samen met Moretti, nu in de controversiële film Il caimano, die gedeeltelijk draait om de grillen van Silvio Berlusconi.
Opvallend is dat ze nooit naar de toneelschool is geweest. Trinca studeerde archeologie en kunstgeschiedenis.

## Filmografie
- 2001: La stanza del figlio
- 2003: La meglio gioventù
- 2004: La fuga degli innocenti
- 2005: Manuale d'amore
- 2005: Romanzo criminale
- 2006: Il caimano
- 2007: Piano, solo
- 2009: Il grande sogno
- 2009: Ultimatum
- 2011: L'Apollonide : Souvenirs de la maison close
- 2013: Miele
- 2014: Ti amo troppo per dirtelo
- 2014: Saint Laurent
- 2015: The Gunman
- 2016: Tommaso
- 2016: Slam - Tutto per una ragazza
- 2017: Fortunata
- 2018: Euforia
- 2018: Sulla mia pelle
- 2018: Il ragazzo più felice del mondo
- 2019: Croce e delizia
- 2019: La dea fortuna
- 2021: The Story of My Wife
- 2021: La scuola cattolica
- 2021: Supereroi
- 2022: Profeti
- 2023: Maria Montessori